# علياء أبو تايه
عليا محمد عوده أبو تايه (21 مارس 1953 - 27 يوليو 2019) أكاديمية وسياسية أردنية. لها خبرة في مجال التعليم والإدارة. من أوائل نساء البادية في الأردن المتعلمات، وأول برلمانية بدوية إذ تم تعينها في مجلس الأعيان الأردني (الغرفة الأولى من البرلمان) عام 2001.
تنتمي إلى قبيلة الحويطات العربية. ولدت في مدينة معان (جنوب الأردن)، والدها هو الزعيم العشائري العين الشيخ « محمد عوده أبو تايه »، والدتها هي « بشرى زعل أبو تايه »، وهي حفيدة الشيخ عودة أبو تايه أحد أبرز قادة الثورة العربية الكبرى و مناصري الشريف الحسين بن علي.

## مسيرتها
أكملت تعليمها الثانوي في معان، وحصلت على شهادة البكالوريوس 1974 في اللغة العربية من الجامعة الأردنية، ثم على دبلوم تربية وعلم نفس من الجامعة الأردنية 1976. وفي العام 1995 على الدكتوراه في علم اللغة العربية الاجتماعية من جامعة بخارست. 
تدرجت في الوظيفة العامة من معلم صف إلى باحث في المجمع الملكي لبحوث الإدارة الحضارة الإسلامية/ مؤسسة ال البيت إلى مستشار ثقافي في السفارات الأردنيه الخارجية إلى رئيس وحدة المستشارين/ وزارة التعليم العالي والبحث العلمي.
أكاديمياً، عميد كلية الجوف/ المملكة العربية السعودية، أستاذ جامعي في الجامعة الأردنية وجامعة البلقاء التطبيقية وأستاذ جامعي زائر / جامعة انديانا الولايات المتحدة الأمريكية، أستاذ جامعي/ الجامعة الأردنية فرع العقبة.
ناشطة في مجال التعليم (التعليم حق للجميع) و التنمية الاجتماعية وهي مؤسس ورئيس جمعية البشرى - البادية الجنوبية المعنيه في تأهيل وتوظيف النساء في البادية الجنوبية.
في المجال السياسي تم تعينها في مجلس الأعيان الأردني التاسع عشر والرابع والعشرون 2001-2011 و هي عضو مؤسس لحزب الإصلاح الأردني وعضو مكتبه المركزي. 
تؤمن في أن التعليم هو الحل لجميع مشاكل العالم العربي وأن الفساد الإداري من أكبر مشاكل الأردن.

## وفاتها
توفيت فجر السبت 27 يوليو 2019. 